# قريوطة مخططة
قريوطة مخططة (الاسم العلمي: Caryota zebrina) هو نوع نباتي يتبع جنس القريوطة من فصيلة الفوفلية.